# Мотокултиватор
Мотокултиватор је пољопривредна машина која служи за додатно обрађивање већ узоране земље. Радни делови машине се окрећу великом брзином, што уситњава велике комаде земље. Оптерећења могу бити у распону од 70 до 160 о/мин, зависно од модела. Такође се користе за храњење тла.
Мотокултиватор може бити са мотором са унутрашњим сагоревањем, као и електрични у мањим моделима.
Могу се поделити у неколико типова:
- Мали - са радном ширином од 30-40 цм, која се користе за обраду поља око цвећа и малих стабала. Ти модели су двотактни или имају електричне моторе
- Средње ширине до 90 - 100 цм - Ово су најчешће коришћени мотокултиватори. Њихови мотори се покрећу мотором са унутрашњим сагоревањем и имају више снаге.
- Велики - преко 90 цм ширине. Имају неколико брзина и на њих се већ могу причврстити други додаци (плуг, бразда итд.).

## Историја
Основна идеја окопавања тла ради сузбијања корова је древног порекла, и обављана је мотикама или будацима миленијумима пре него што су развијени култиватори. Култиваторе су првобитно вукле теглеће животиње (као што су коњи, мазге или волови) или су их људи гурали или вукли. У савременој комерцијалној пољопривреди, учесталост култивације ради сузбијања корова је знатно смањена употребом хербицида. Међутим, хербициди нису увек пожељни — на пример, у органској пољопривреди.
Ротациону мотику је изумео Артур Клифорд Хауард који је 1912. године почео да експериментише са ротационом обрадом земље на фарми свог оца у Гилгандри, Нови Јужни Велс, Аустралија. Иницијално користећи парни тракторски мотор свог оца као извор енергије, он је открио да се земља може механички обрађивати без узроковања збијања земље, као што је био случај са нормалним орањем. Његови најранији дизајни бацали су обрађену земљу на страну, све док није побољшао свој проналазак дизајнирајући сечиво у облику слова L постављеног на широко размакнуте прирубнице причвршћене за ротор малог пречника. Са колегом шегртом Еверардом Маклиријем основао је компанију за прављење своје машине, али њихове планове је омео Први светски рат. Године 1919, Хауард се вратио у Аустралију и наставио са својим пројектантским радом, патентирајући дизајн са 5 ротационих ножева култиваторске мотике и мотором са унутрашњим сагоревањем. 1920. године.
У марту 1922. године, Хауард је основао компанију Аустрал ауто култиватори, која је касније постала позната као Хауард ауто култиватори. Њено седиште је било у Нортмиду, предграђу Сиднеја, од 1927. године.
У међувремену, у Северној Америци током 1910-их, трактори су еволуирали од чудовишта величине вучног мотора ка мањим, лакшим и приступачнијим машинама. Фордсон трактор је посебно учинио тракторе приступачним и практичним за мале и средње породичне фарме по први пут у историји. Култивација је била донекле накнадна мисао у Фордсоновом дизајну, што се одражавало чињеницом да је чак и само довођење практичне моторизоване вучне снаге у овај тржишни сегмент само по себи била прекретница. Ово је пружило прилику другима да се баве бољом моторизованом култивацијом. Између 1915. и 1920. године, различити проналазачи и компаније за пољопривредне машине експериментисали су са класом машина које се називају мотокултиваторима, који су били једноставно модификовани култиватори са коњском вучом са моторима који су додани ради сопственог погона. Ова класа машина имала је ограничен успех на тржишту. Али до 1921. године, предузеће International Harvester је комбиновало моторизовану култивацију са другим задацима трактора (вучна снага и рад на ремену) да би створили Фармал, трактор опште намене скројен за култивацију који је у основи измислио категорију трактора за лејне усеве.
У Аустралији, до 1930-их, Хауард је било све теже да задовољи растућу потражњу широм света за извозом својих машина. Он је путовао је у Уједињено Краљевство, и тамо је основао компанију Ротари Хоес Лтд у Ист Хорндону, Есекс, јула 1938. године. Филијале ове нове компаније су касније отворене у Сједињеним Америчким Државама, Јужној Африци, Немачкој, Француској, Италији, Шпанији, Бразилу, Малезији, Аустралији и Новом Зеланду. То је касније постала холдинг компанија под називом Хауард Ротаватор Ко. Лтд. Хауардову групу компанија купила је данска фирма Триџ агро група 1985. године, а у децембру 2000. Хауардова група је постала члан Конгскилде индустрија из Сореа, Данска.
Када је хербицидна контрола корова први пут широко комерцијализована током 1950-их и 1960-их, то је поспешило оптимистичко гледиште на свет тог доба у којем би науке као што је хемија увеле ново доба модерности које ће оставити за собом старомодне праксе (као што је контрола корова помоћу култиватора) на сметлишту историје. Тако је хербицидна контрола корова прихваћена веома широко, и у неким случајевима прешироко и исхитрено. У наредним деценијама, људи су превазишли ову почетну неравнотежу и схватили да хербицидна контрола корова има ограничења и спољашње ефекте и да се њоме мора интелигентно управљати. Она је још увек у широкој употреби и вероватно ће и даље бити незаменљива за производњу хране по приступачној цени широм света у догледној будућности; али њено мудро управљање укључује изналажење алтернативних метода, као што је традиционална механичка култивација, где је то практично.

## Индустријска употреба
У мери у којој се култивација данас обавља комерцијално (као што је у повртњацима), обично је покрећу трактори, посебно трактори за усеве. Индустријски култиватори могу бити веома различити по величини и облику, од 10 ft (3 m) до 80 ft (24 m) ширине. Многи су опремљени хидрауличним крилима која се склапају како би путовање путевима било лакше и сигурније. Различите врсте користе се за припрему њива пре садње, као и за сузбијање корова између усева у редовима. Култиватор може бити машина која се вуче за трактором помоћу вучне руде; монтиран на три тачке; или монтиран на рам испод трактора. Активни култиватори се покрећу прикључног вратила. Док се већина култиватора сматра секундарним оруђем за обраду тла, активни култиватори се обично користе за примарну обраду тла на лакшим земљиштима уместо орања. Највеће доступне верзије су широке око 6 m (20 ft) и захтевају трактор са више од 150 КС (110 kW) (ПТО) да их покреће.
Култиватори се користе за обављање операција обраде земљишта у многим врстама ораница. Главна функција култиватора је да припреми одговарајуће леје за усев у пре садње, да затрпа усев у тло (помаже да се земља загреје пре садње), да контролише коров, и да меша и инкорпорира земљиште да би се обезбедио усев који расте и има довољно воде и хранљивих материја да добро расте током вегетационе сезоне. Машина има много дршки постављених на доњој страни металног оквира и мале уске шипке на задњем делу машине које изглађују површину земље ради лакшег кретања касније приликом садње. У већини култиватора, хидраулички цилиндри типа један-на-више подижу и спуштају машину и контролишу њену дубину.

### Међуредни култиватори
Главна функција међуредног култиватора је сузбијање корова између редова постављеног усева. Међуредни култиватори се обично подижу и спуштају помоћу куке у три тачке, а дубина се контролише помоћу мерних точкова.
Понекад се називају култиватори за плужење, они обично имају две средишње оштрице које секу коров из корена близу основе усева и преврћу земљу, док два позади замахују даље према споља од средишњих ножева који се баве средиштем реда и могу бити широка од 1 до 36 редова.

## Баштенски култиватори
Опрема малих димензија за обраду земљишта, која се користи у малим баштама као што су баште за домаћинство и мале комерцијалне баште, може да обезбеди и примарну и секундарну обраду тла. На пример, ротациона фреза врши „орање“ и „дрљање“, припремајући глатку, растресиву леју. Тиме се не обезбеђује контрола корова између редовима као што би то било остварено зубима култиватора. За тај задатак постоје наменски зупчасти култиватори.

## Галерија
- Мотокултиватор у Костинци, Македонија
- Мотокултиватор у Костинци, Македонија
- Мотокултиватор у Костинци, Македонија
- Мотокултиватор у Костинци, Македонија
- Мотокултиватор
- Мотокултиватор